# Camilla Miehe-Renard
Camilla Gohs Miehe-Renard (født 1. juni 1965) i København er en dansk studievært og redaktionschef.
Hun er datter af skuespiller Pierre Miehe-Renard og niece til Isabella Miehe-Renard.
Som nybagt student blev hun ansat som runner i Det Danske Filmstudie i Lyngby, men i 1984 blev hun headhuntet til den københavnske lokal-tv-station Kanal 2, som hun var med til at etablere. Her var hun vært på programmet God Aften. Senere kom hun til DR, hvor hun bl.a. har været vært på Melodi Grand Prix 1991, Damernes Magasin, Her er dit liv, Grå Zone, Dagens Danmark og 19direkte. I begyndelsen af 2007 blev hun vært på Morgensamling på TV 2 Radio, og blev senere vært på Mit livs soundtrack samme sted. Efter TV 2 Radios lukning blev hun redaktionschef for Sand TV, der bl.a. producerer programmer for DR, TV2 og SBS.
Hun er gift med Nicolai Gohs, som hun har datteren Sophy Emilie (født 2004) med.